# Серковка (Смоленская область)
Серковка — деревня в Шумячском районе Смоленской области России. Входит в состав Озёрного сельского поселения. Население — 23 жителя (2007 год). 
Расположена в юго-западной части области в 13 км к юго-западу от Шумячей, в 3 км севернее автодороги А101 Москва — Варшава («Старая Польская» или «Варшавка»). В 5 км юго-восточнее деревни расположена железнодорожная станция Осва на линии Рославль — Кричев. 

## История
В годы Великой Отечественной войны деревня была оккупирована гитлеровскими войсками в августе 1941 года, освобождена в сентябре 1943 года.